# 오근
5근(五根, 산스크리트어: pañcendriyāni, 영어: Five spiritual faculties)은 37도품(三十七道品) 중의 4번째 그룹을 이루는 신근(信根: 믿음) · 진근(進根: 정진) · 염근(念根: 기억) · 정근(定根: 선정) · 혜근(慧根: 지혜)의 5가지의 선법(善法)을 말한다.
이들 5가지 선법(善法)들은 번뇌를 항복시켜 성도(聖道)로 이끌어들이며 보리에 도달하기 위한 유력한 향상법이 되는데, 이러한 연유로 때문에 근(根)이라고 한다. 무루의 성도로 끌어들이고 향상시키는 5가지 뿌리라는 뜻의 5무루근(五無漏根)이라고도 한다. 선(善)을 증대시키는 5가지 뿌리라는 뜻에서 5선근(五善根)이라고도 한다.

## 어원
근(根)이라고 번역된 산스크리트어 인드리야(indriya)는 '인드라(Indra)에 상응하는' 또는 '인드라에 속한'이라는 뜻의 형용사이며, 명사로 사용되는 경우 '인드라의 힘[自在]' 또는 '인드라의 영역'을 뜻한다. 인드라는 힌두교의 창공(firmament)과 대기(atmosphere)의 신으로, 힌두교의 신들 즉 데바들의 왕이며, 신들과 천인들의 하늘인 스와르가(Swarga)를 통치한다. 힌두교의 신 인드라는 불교에 수용되어 제석천(帝釋天)이 되었는데, 불교의 우주론에서 제석천은 욕계의 6천 가운데 제2천으로 33천이라고도 불리는 도리천의 지배자이다. 이러한 이유로 '근(根)'은 증상력 즉 뛰어난 힘 또는 뛰어난 작용력을 뜻한다.
이와 같은 뜻에 바탕하여 유정(有情)의 신체와 관련해서는, 5근은 신체 중에서 가장 밝게 빛나며 두드러지게 뛰어난 5가지 힘 또는 작용력을 말한다. 즉, 색(色) · 성(聲) · 향(香) · 미(味) · 촉(觸)의 외계 대상을 취하여 의식을 낳게 하는 뛰어난 작용을 하는 5가지 감각 기관을 뜻한다.
5근의 산스크리트어 원어는 다음과 같다.
- 안근(眼根) 산스크리트어: caksurindriya, 눈
- 이근(耳根) 산스크리트어: śrotrendriya, 귀
- 비근(鼻根) 산스크리트어: ghrānendriya, 코
- 설근(舌根) 산스크리트어: jihvendriya, 혀
- 신근(身根) 산스크리트어: kāyendriya, 몸

선법(善法), 즉 정신적 · 도덕적 · 영적인 힘과 이치에 관련해서는, 5근은 번뇌를 항복시키고 성도(聖道)로 이끄는 증상(增上: 발전, 증진, 조장)시키는 5가지의 힘과 이치를 말한다. 즉, 유루(有漏)를 제압하여 수행자를 보다 더 청정한 상태로 이끄는 무루(無漏)의 힘과 작용의 증상(增上)을 일으키는 5가지의 교법 또는 실천을 뜻한다. 이 5근을 선 또는 무루의 뿌리가 된다는 뜻에서 5선근(五善根) 또는 5무루근(五無漏根)이라고도 한다.
5선근의 산스크리트어 원어는 다음과 같다.
- 신근(信根) 산스크리트어: śraddhendriya, 믿음
- 진근(進根) 산스크리트어: vīryendriya, 정진
- 염근(念根) 산스크리트어: sātīndriya, 깨어있음, 주의력, 주시력
- 정근(定根) 산스크리트어: samādhīndriya, 선정, 사마타
- 혜근(慧根) 산스크리트어: prajñendriya, 지혜, 위빠사나

## 같이 보기
- 보리 (불교)
- 사정근

## 참고 문헌
- 구나발타라(求那跋陀羅) 한역 (K.650, T.99). 《잡아함경(雜阿含經)》. 한글대장경 검색시스템 - 전자불전연구소 / 동국역경원. K.650(18-707), T.99(2-1). |title=에 외부 링크가 있음 (도움말)
- 권오민 (2003). 《아비달마불교》. 민족사.
- 운허.  동국역경원 편집, 편집. 《불교 사전》. |title=에 외부 링크가 있음 (도움말)
- 세친 지음, 현장 한역, 권오민 번역. 《아비달마구사론》. 한글대장경 검색시스템 - 전자불전연구소 / 동국역경원. |title=에 외부 링크가 있음 (도움말)
- (중국어) 星雲. 《佛光大辭典(불광대사전)》 3판. |title=에 외부 링크가 있음 (도움말)
- (중국어) 구나발타라(求那跋陀羅) 한역 (T.99). 《잡아함경(雜阿含經)》. 대정신수대장경. T2, No. 99, CBETA. |title=에 외부 링크가 있음 (도움말)